# Chlorophytum graptophyllum
Chlorophytum graptophyllum är en sparrisväxtart som först beskrevs av John Gilbert Baker, och fick sitt nu gällande namn av Wessel Marais och Jacqueline Reilly. Chlorophytum graptophyllum ingår i släktet ampelliljor, och familjen sparrisväxter. Inga underarter finns listade i Catalogue of Life.